# 卡夫列爾河

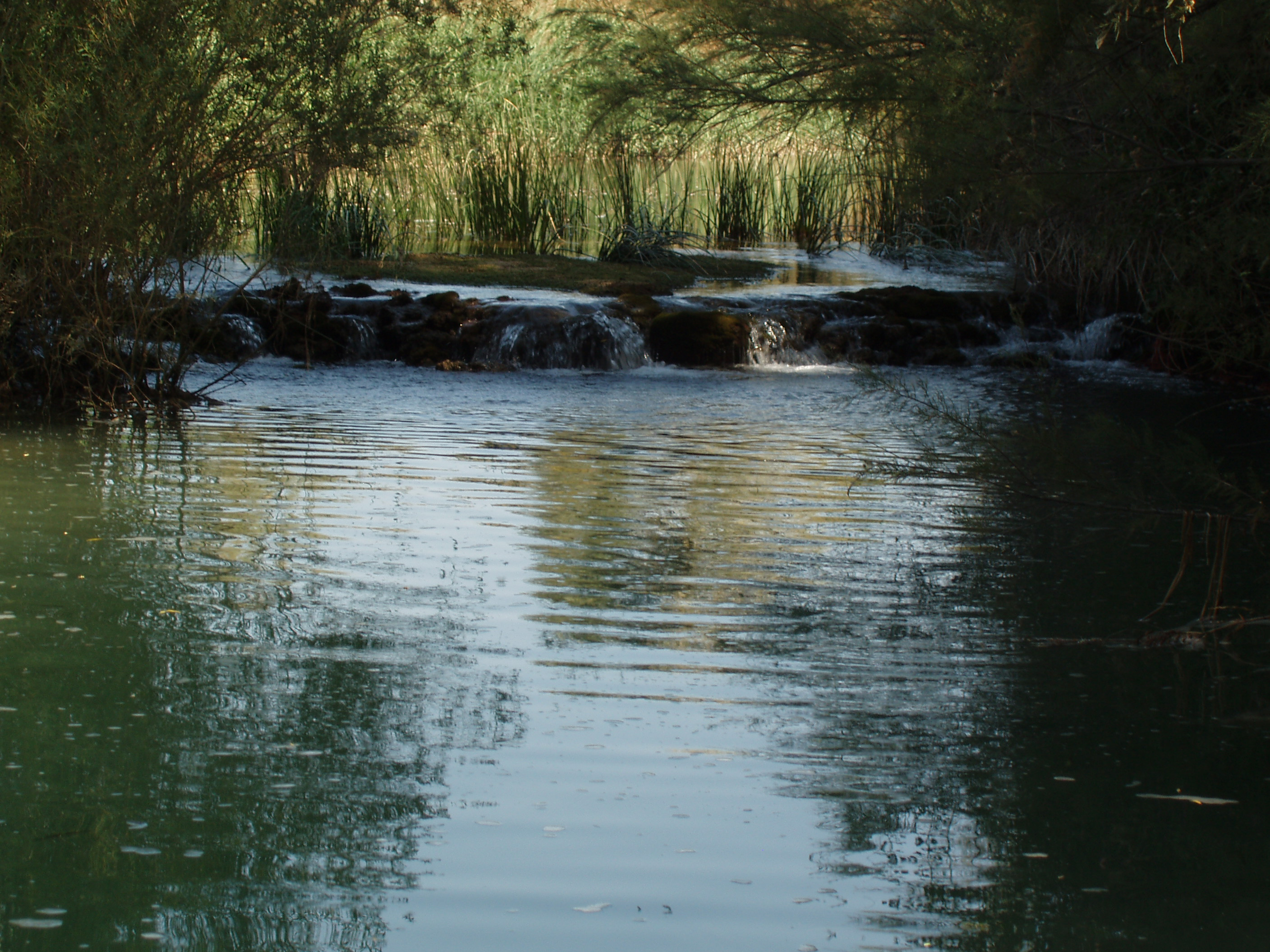
卡夫列爾河

卡夫列爾河（西班牙語：Río Cabriel）是西班牙的河流，位於伊比利亞半島，屬於胡卡爾河的支流，發源自格列戈斯，河道全長220公里，流域面積4,754平方公里，平均流量每秒20.92立方米。
39°14′15″N 1°04′57″W / 39.23750°N 1.08250°W